# Paragripopteryx egena
Paragripopteryx egena är en bäcksländeart som beskrevs av Froehlich 1994. Paragripopteryx egena ingår i släktet Paragripopteryx och familjen Gripopterygidae. Inga underarter finns listade i Catalogue of Life.